# Яблунівська сільська рада (Деражнянський район)
Яблуні́вська сільська́ ра́да — адміністративно-територіальна одиниця та орган місцевого самоврядування в Деражнянському районі Хмельницької області. Адміністративний центр — село Яблунівка.

## Загальні відомості
Яблунівська сільська рада утворена в квітні 1944 року.
- Територія ради: 6,412 км²
- Населення ради: 1 540 осіб (станом на 2001 рік)

## Населені пункти
Сільській раді підпорядковані населені пункти:
- с. Яблунівка
- с. Адамівка
- с. Буцневе
- с. Слобідка-Шелехівська
- с. Шарки

## Склад ради
Рада складається з 16 депутатів та голови.
- Голова ради: Лучніков Микола Дмитрович
- Секретар ради: Бондар Надія Михайлівна

### Керівний склад попередніх скликань
| Прізвище, ім'я, по батькові | Основні відомості                                                                       | Дата обрання | Дата звільнення |
| --------------------------- | --------------------------------------------------------------------------------------- | ------------ | --------------- |
| Подоля Валентина Максимівна | Сільський голова, 1954 року народження, освіта вища, член Соціалістичної партії України | 26.03.2006   | 31.10.2010      |
| Подоля Валентина Максимівна | Сільський голова, 1954 року народження, освіта вища, позапартійна                       | 31.10.2010   | 27.03.2014      |
| Лучніков Микола Дмитрович   | Сільський голова, 1968 року народження, освіта вища, безпартійний                       | 26.10.2014   |                 |

Примітка: таблиця складена за даними сайту Верховної Ради України

### Депутати
За результатами місцевих виборів 2010 року депутатами ради стали:

#### За суб'єктами висування
| Суб'єкт висування            | Кількість обраних депутатів | %    |
| ---------------------------- | --------------------------- | ---- |
| Партія регіонів              | 7                           | 43,8 |
| Самовисування                | 4                           | 25   |
| Народна партія               | 3                           | 18,8 |
| Комуністична партія України  | 1                           | 6,3  |
| Соціалістична партія України | 1                           | 6,3  |

#### За округами
| № округу                     | Прізвище, ім'я, по батькові       | Дата визнання обраним | Освіта  | Партійна приналежність             | Відомості про обраного депутата            |
| ---------------------------- | --------------------------------- | --------------------- | ------- | ---------------------------------- | ------------------------------------------ |
| Комуністична партія України  |                                   |                       |         |                                    |                                            |
| 16                           | Скорбатюк Вадим Анатолійович      | 04.11.2010            | середня | позапартійний                      | тимчасово не працює                        |
| Народна Партія               |                                   |                       |         |                                    |                                            |
| 2                            | Галянт Ольга Анатоліївна          | 04.11.2010            | вища    | позапартійна                       | Яблунівська загальноосвітня школа, вчитель |
| 12                           | Лучніков Микола Дмитрович         | 04.11.2010            | вища    | позапартійний                      | фермер                                     |
| 15                           | Скорбатюк Олег Олегович           | 04.11.2010            | вища    | позапартійний                      | Яблунівська загальноосвітня школа, вчитель |
| Партія регіонів              |                                   |                       |         |                                    |                                            |
| 3                            | Бондар Надія Михайлівна           | 04.11.2010            | вища    | член Партії регіонів               | Яблунівськас/рада, секретар                |
| 4                            | Осієвський Валерій Олександрович  | 04.11.2010            | вища    | позапартійний                      | приватний підприємець                      |
| 5                            | Ваврічин Руслан Станіславович     | 04.11.2010            | вища    | член Партії регіонів               | вет.дікарня м. Деражня, зам. нач.          |
| 7                            | Ковальчук Ольга Василівна         | 04.11.2010            | вища    | член Партії регіонів               | Яблунівськас/рада, бухгалте                |
| 9                            | Щабельський Володимир Миколайович | 04.11.2010            | вища    | член Партії регіонів               | Укрзернопром, охорона                      |
| 13                           | Бородій Микола Петрович           | 04.11.2010            | вища    | позапартійний                      | Укрзернопром, заправщик                    |
| 14                           | Юрчишин Віктор Вікторович         | 04.11.2010            | вища    | позапартійний                      | «Калина Л», механізатор                    |
| Соціалістична партія України |                                   |                       |         |                                    |                                            |
| 6                            | Свиридов Сергій Леонідович        | 04.11.2010            | вища    | член Соціалістичної партії України | тимчасово не працює                        |
| Самовисування                |                                   |                       |         |                                    |                                            |
| 1                            | Підганюк Наталя Францівна         | 04.11.2010            | вища    | член Соціалістичної партії України | відділення зв'язкус. Яблунівка, начальник  |
| 8                            | Забоцина Віра Іванівна            | 04.11.2010            | вища    | позапартійна                       | Деражнянська ЦРЛ, лаборант                 |
| 10                           | Остапчук Леонід Дмитрович         | 04.11.2010            | середня | позапартійний                      | пенсіонер                                  |
| 11                           | Васильєва Лариса Василівна        | 04.11.2010            | вища    | позапартійна                       | Укрзернопром, бухгалтер                    |